# Туча у Народној скупштини Србије 2025.
Народна скупштина Републике Србије је 4. марта 2025. запала у хаос пошто су опозициони посланици прекинули седницу парламента постављајући димне бомбе и бакље. У овом догађају без преседана повређена су најмање три народна посланика, а једна посланица Јасмина Обрадовић је доживела мождани удар након чега је одмах била хоспитализована.

## Позадина
Превирања у парламенту настала су у контексту ескалације политичких тензија у Србији. Од новембра 2024. године, нацију су захватили распрострањени протести против корупције, запаљени катастрофалним урушавањем надстрешнице железничке станице у Новом Саду 1. новембра 2024. године, који је однео 16 живота. Трагедија се нашироко приписивала корупцији и немару система, што је подстакло бес јавности и захтеве за одговорношћу владе.
Као одговор на све већи притисак, премијер Србије Милош Вучевић је поднео оставку 28. јануара 2025. године, што је довело до заказивања скупштинске седнице на којој би се потврдио његов одлазак и бавио каснијим владиним поступцима. Међутим, студентска тела која предводе протесте саопштила су да блокаде универзитета неће престати док се не испуне њихови захтеви.

## Инцидент
Током седнице парламента, посланици опозиције ескалирали су протест паљењем бакљи и постављањем димних бомби у скупштинској сали. Комора се брзо пунила димом, што је довело до физичких сукоба између посланика. Видео снимци су ухватили сцене хаоса, док посланици размењују ударце у измаглици. Посланик Српске напредне странке Жика Гојковић ударио је пластичном флашом посланицу Социјалдемократске партије Србије Јасмину Каранац, наводи се на снимку видео-надзора који кружи друштвеним мрежама.

## Последице
Непосредно након тога повређена су најмање три посланика. Јасмина Обрадовић, чланица владајуће Српске напредне странке, усред метежа је доживела мождани удар и хитно је пребачена у болницу. Међу повређенима је и друга посланица Соња Илић, која је трудна.

### Реакције
Инцидент је изазвао осуду разних личности СНС-а. Ана Брнабић, председница Народне скупштине, оценила је деловање опозиције као „терористичко“ и позвала на одговорност. Она је истакла озбиљност прибегавања насиљу унутар законодавног тела, наглашавајући потенцијалне претње демократским процесима.
Министар одбране Србије Братислав Гашић описао је оне који стоје иза туче као „срамоту за Србију“.
Председник Александар Вучић, суочавајући се са сталним критикама због корупције и ауторитарности, осудио је насилни акт посланика опозиције. Он је поновио своју посвећеност одржавању реда и позвао на дијалог како би се одговорило на изазове нације.

### Одговор јавности
Изван парламента, јавно расположење одражавало је унутрашње немире. Демонстранти су се окупили, изражавајући солидарност са притужбама опозиције. Неки демонстранти гађали су зграду парламента јајима и флашама са водом, симболизујући њихову фрустрацију тренутном администрацијом.
Инцидент је додатно поларизирао српско становништво, а грађани су подељени око метода опозиције и одговора владајуће странке на текуће протесте.